# Giovanni van Bronckhorst
Giovanni Christiaan van Bronckhorst (født 5. februar 1975 i Rotterdam) er en tidligere hollandsk fodboldspiller, der sidst spillede for Feyenoord i Æresdivisionen. Han spiller på venstre back, i midterforsvaret og på den centrale midtbane og er kendt for sine afleveringer og frispark.
Van Bronckhorst skrev under på en tre-årig kontrakt med Feyenoord i juni 2007 og forlod derved Barcelona. Før han kom til Barcelona, spillede han for RKC Waalwijk (1993-94), Feyenoord (1994-98), Rangers (1998-2001), og Arsenal (2001-03). Desuden har van Bronckhorst spillet 100 kampe for Hollands landshold og deltaget ved VM i 1998, 2006 og 2010, samt ved EM i 2000, 2004, og 2008.
Van Bronckhorst repræsenterede sit hjemland over 100 gange, og er med sine 106 optrædener for Oranje den spiller der har spillet tredje flest kampe for Holland. Han stoppede sin professionelle fodboldkarriere efter VM 2010, efter han blev nummer 2 med Holland efter de tabte efter forlænget spilletid til Spanien. Inden dette nåede han dog at score et af turneringens bedste mål , da han åbnede scoringen med et langskud af mod Uruguay i semifinalen, som Holland vandt 3-2.

## Fodnoter
1. ↑  "Top ten WC goals". Sky Sports. 2010-07-12. Hentet 2010-07-12. (engelsk)
2. ↑  "Goal of the Tournament". FIFA. 2010-07-12. Arkiveret fra originalen 15. juli 2010. Hentet 2010-07-12. (engelsk)